# Lekkoatletyka na Letnich Igrzyskach Olimpijskich 1988 – bieg na 400 m przez płotki mężczyzn
Bieg na 400 metrów przez płotki mężczyzn podczas XXIV Letnich Igrzysk Olimpijskich w Seulu rozegrano 23 (eliminacje), 24 (półfinały) i 25 września 1988 (finał) na Stadionie Olimpijskim. Zwycięzcą został reprezentant Stanów Zjednoczonych André Phillips, który w finale ustanowił nowy rekord olimpijski uzyskując czas 47,19 s.

## Rekordy

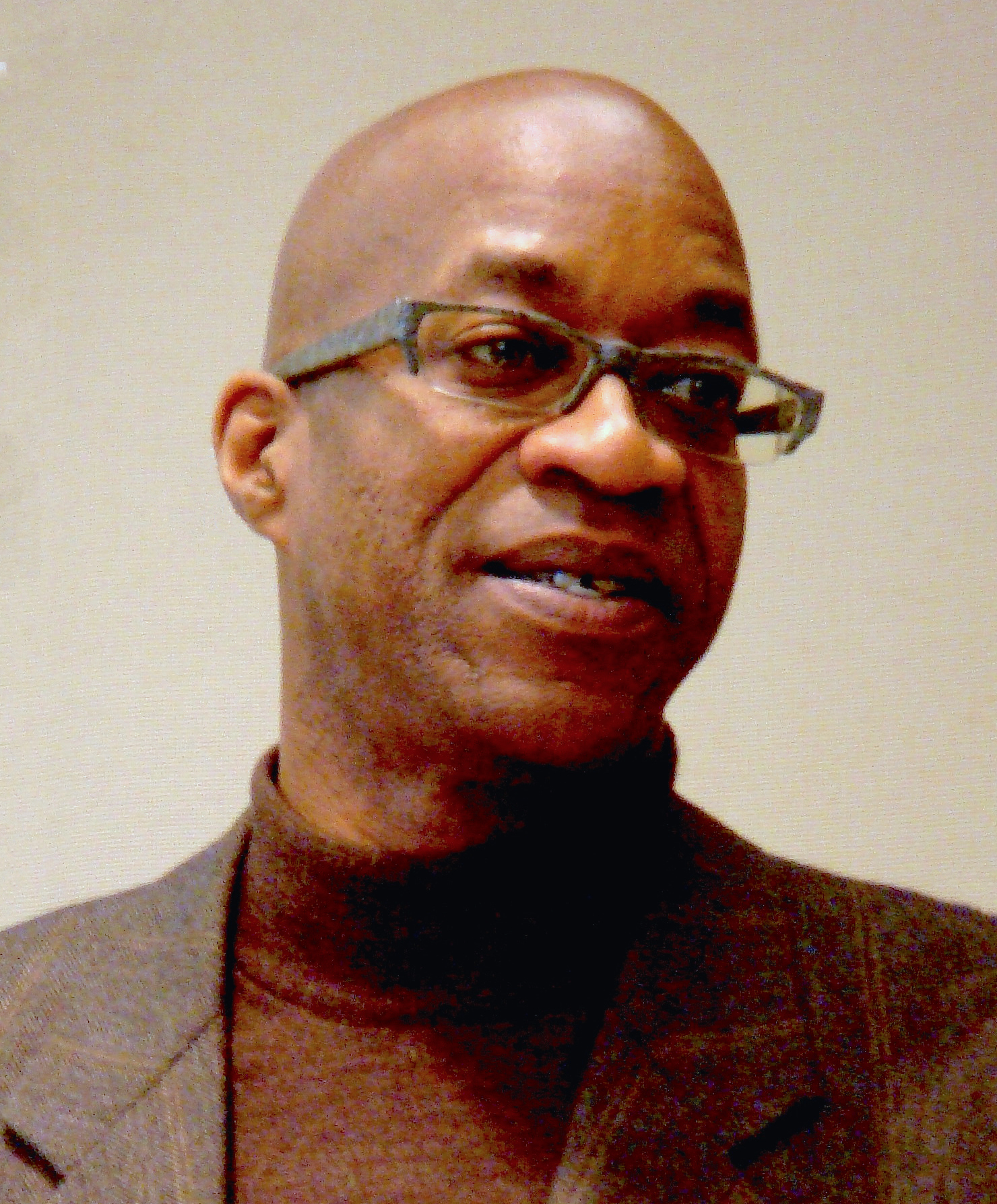
Edwin Moses

|                   | Zawodnik    | Narodowość        | Czas  | Data                  | Miejsce   |
| ----------------- | ----------- | ----------------- | ----- | --------------------- | --------- |
| Rekord świata     | Edwin Moses | Stany Zjednoczone | 47,02 | 31 sierpnia 1983(dts) | Koblencja |
| Rekord olimpijski | Edwin Moses | Stany Zjednoczone | 47,63 | 25 lipca 1976(dts)    | Montreal  |

## Wyniki
| Poz. - pozycja |
| – rekord świata \| – rekord krajowy \| – rekord życiowy \| = – wyrównany rekord życiowy \| · – najlepszy wynik w sezonie \| = – wyrównany najlepszy wynik w sezonie \| – rekord olimpijski |
| Fn – falstart \| DNF – nie ukończył \| DNS – nie wystartował \| DSQ – zdyskwalifikowany |

### Eliminacje
Rozegrano pięć biegów eliminacyjnych. Do półfinałów awansowało po trzech najlepszych zawodników z każdego biegu (Q) oraz jeden z najlepszym czasem spośród pozostałych (q).

#### Bieg 1
| Poz. | Zawodnik         | Narodowość       | Rezultat | Uwagi |
| ---- | ---------------- | ---------------- | -------- | ----- |
| 1    | Amadou Dia Ba    | Senegal          | 49,41    | Q     |
| 2    | Klaus Ehrle      | Austria          | 50,10    | Q     |
| 3    | John Graham      | Kanada           | 50,30    | Q     |
| 4    | Hwang Hong-cheol | Korea Południowa | 50,52    |       |
| 5    | Philip Harries   | Wielka Brytania  | 50,81    |       |
| 6    | Jasem Al-Dowaila | Kuwejt           | 51,87    |       |
| 7    | Dambar Kuwar     | Nepal            | 56,80    |       |
| –    | Sven Nylander    | Szwecja          | DNS      |       |

#### Bieg 2
| Poz. | Zawodnik        | Narodowość | Rezultat | Uwagi |
| ---- | --------------- | ---------- | -------- | ----- |
| 1    | Harald Schmid   | RFN        | 49,77    | Q     |
| 2    | Simon Kitur     | Kenia      | 49,88    | Q     |
| 3    | Alain Cuypers   | Belgia     | 50,42    | Q     |
| 4    | Ahmed Ghanem    | Egipt      | 50,44    |       |
| 5    | Ryoichi Yoshida | Japonia    | 50,49    |       |
| 6    | Samuel Matete   | Zambia     | 51,06    |       |
| 7    | Domingo Cordero | Portoryko  | 51,26    |       |
| 8    | Jorge Ponce     | Honduras   | 55,38    |       |

#### Bieg 3
| Poz. | Zawodnik           | Narodowość        | Rezultat | Uwagi |
| ---- | ------------------ | ----------------- | -------- | ----- |
| 1    | Edwin Moses        | Stany Zjednoczone | 49,38    | Q     |
| 2    | Edgar Itt          | RFN               | 50,10    | Q     |
| 3    | José Alonso        | Hiszpania         | 50,21    | Q     |
| 4    | Leigh Miller       | Australia         | 50,53    |       |
| 5    | Branislav Karaulić | Jugosławia        | 51,32    |       |
| 6    | Allan Ince         | Barbados          | 52,76    |       |
| 7    | Oral Selkridge     | Antigua i Barbuda | 53,44    |       |

#### Bieg 4
| Poz. | Zawodnik       | Narodowość        | Rezultat | Uwagi |
| ---- | -------------- | ----------------- | -------- | ----- |
| 1    | Kevin Young    | Stany Zjednoczone | 49,35    | Q     |
| 2    | Kriss Akabusi  | Wielka Brytania   | 49,62    | Q     |
| 3    | Gideon Yego    | Kenia             | 49,80    | Q     |
| 4    | Jozef Kucej    | Czechosłowacja    | 49,89    |       |
| 5    | Rok Kopitar    | Jugosławia        | 50,54    |       |
| 6    | Hamidou M’Baye | Senegal           | 50,58    |       |
| 7    | Benjamin Grant | Sierra Leone      | 51,73    |       |
| 8    | Joseph Rodan   | Fidżi             | 53,66    |       |

#### Bieg 5
| Poz. | Zawodnik          | Narodowość        | Rezultat | Uwagi |
| ---- | ----------------- | ----------------- | -------- | ----- |
| 1    | André Phillips    | Stany Zjednoczone | 49,34    | Q     |
| 2    | Winthrop Graham   | Jamajka           | 49,40    | Q     |
| 3    | Joseph Maritim    | Kenia             | 49,64    | Q     |
| 4    | Toma Tomow        | Bułgaria          | 49,66    | q     |
| 5    | Max Robertson     | Wielka Brytania   | 50,67    |       |
| 6    | Ahmed Hamada      | Bahrajn           | 51,34    |       |
| 7    | Youssef Al-Dosari | Arabia Saudyjska  | 53,51    |       |

### Półfinały
Rozegrano dwa biegi półfinałowe. Do finału awansowało po czterech najlepszych zawodników z każdego biegu.

#### Bieg 1
| Poz. | Zawodnik       | Narodowość        | Rezultat | Uwagi |
| ---- | -------------- | ----------------- | -------- | ----- |
| 1    | Edwin Moses    | Stany Zjednoczone | 47,89    | Q     |
| 2    | Kevin Young    | Stany Zjednoczone | 48,56    | Q     |
| 3    | Harald Schmid  | RFN               | 48,93    | Q     |
| 4    | Kriss Akabusi  | Wielka Brytania   | 49,22    | Q     |
| 5    | Joseph Maritim | Kenia             | 49,50    |       |
| 6    | José Alonso    | Hiszpania         | 49,57    |       |
| 7    | Klaus Ehrle    | Austria           | 51,04    |       |
| 8    | John Graham    | Kanada            | 51,33    |       |

#### Bieg 2
| Poz. | Zawodnik        | Narodowość        | Rezultat | Uwagi |
| ---- | --------------- | ----------------- | -------- | ----- |
| 1    | André Phillips  | Stany Zjednoczone | 48,19    | Q     |
| 2    | Winthrop Graham | Jamajka           | 48,37    | Q,    |
| 3    | Amadou Dia Ba   | Senegal           | 48,48    | Q     |
| 4    | Edgar Itt       | RFN               | 48,86    | Q     |
| 5    | Toma Tomow      | Bułgaria          | 48,90    |       |
| 6    | Simon Kitur     | Kenia             | 49,74    |       |
| 7    | Alain Cuypers   | Belgia            | 49,75    |       |
| –    | Gideon Yego     | Kenia             | DSQ      |       |

### Finał
| Poz. | Zawodnik        | Narodowość        | Rezultat | Uwagi |
| ---- | --------------- | ----------------- | -------- | ----- |
| 1    | André Phillips  | Stany Zjednoczone | 47,19    | [ 1 ] |
| 2    | Amadou Dia Ba   | Senegal           | 47,23    |       |
| 3    | Edwin Moses     | Stany Zjednoczone | 47,56    |       |
| 4    | Kevin Young     | Stany Zjednoczone | 47,94    |       |
| 5    | Winthrop Graham | Jamajka           | 48,04    | [ 3 ] |
| 6    | Kriss Akabusi   | Wielka Brytania   | 48,69    |       |
| 7    | Harald Schmid   | RFN               | 48,76    |       |
| 8    | Edgar Itt       | RFN               | 48,78    |       |